# Zvíkovské Podhradí
Zvíkovské Podhradí (do roku 1924 Podhradí t. Karlov, německy Karlsdorf) je obec v okrese Písek v Jihočeském kraji. Nachází se u stejnojmenného hradu (Zvíkov), na soutoku řek Otava a Vltava, na Orlické přehradě, asi patnáct kilometrů severně od města Písku. Má rozlohu 4,36 km², 82 domů a žije v ní 201 obyvatel. K obci patří osada Komora.

## Historie
První písemná zmínka o vesnici pochází z roku 1547.

## Charakter obce
Díky turisty navštěvovanému hradu obec profituje; bylo zde postaveno několik luxusních hotelů. Od soutoku řeky se rozbíhá mnoho turistických tras. 
Přes Otavu i Vltavu vedou mosty, které tak obec spojují jak s Milevskem, tak s Čimelicemi a Pískem. Oba mosty byly postaveny v době před napuštěním Orlické přehrady na začátku šedesátých let 20. století a jsou stejné konstrukce – mají shodnou délku (252 metrů včetně nájezdových částí) a shodnou vzdálenost mezi všemi opěrnými pilíři (48 metrů).
Přímo od hradu také existuje lodní spojení s ostatními obcemi a rekreačními areály či kempy na celé Orlické přehradě.

## Obyvatelstvo
| Rok            | 1869 | 1880 | 1890 | 1900 | 1910 | 1921 | 1930 | 1950 | 1961 | 1970 | 1980 | 1991 | 2001 | 2011 | 2021 |
| -------------- | ---- | ---- | ---- | ---- | ---- | ---- | ---- | ---- | ---- | ---- | ---- | ---- | ---- | ---- | ---- |
| Počet obyvatel | 273  | 298  | 224  | 206  | 176  | 173  | 127  | 124  | 161  | 158  | 176  | 183  | 187  | 187  | 199  |
| Počet domů     | 33   | 37   | 32   | 38   | 36   | 33   | 35   | 41   | 38   | 46   | 51   | 66   | 82   | 82   | 88   |

## Obecní správa
Mezi lety 1850–1880 patřilo Zvíkovské Podhradí jako osada obce  k Podhradí v okrese Písek. V letech 1880–1979 byly obcí. Od 1. ledna 1980 do 23. listopadu 1990 patřilo jako část obce k Oslovu a od 24. listopadu 1990 je opět samostatnou obcí. V letech 1880–1928 k obci patřily Oslov a Svatá Anna.

### Obecní symboly
Znak a vlajka byly obci uděleny rozhodnutím předsedy Poslanecké sněmovny Parlamentu České republiky dne 13. května 2003.

## Pamětihodnosti
- Návesní kaple je zasvěcená svatému Václavu.[10] Zvon, který je zavěšený v kapli byl nalezený v roce 1946 u řeky Otavy. Karel VI. Schwarzenberg ho místním věnoval. Původ zvonu je nejasný, mohl by pocházet z kostela svatého Mikuláše pod hradem.[10]
- Vedle návesní kaple se nachází pomník padlým v I. světové válce. Na horní části pomníku jsou uvedena jména padlých spoluobčanů a tento nápis: OBĚTEM SVĚTOVÉ VÁLKY 1914 - 1918. V spodní části pomníku je uvedeno: VĚNUJÍ MÍSTNÍ OBČANÉ A RODÁCI Z AMERIKY. V nejspodnější části podstavce je vpravo uvedeno: Vojt. Uher v Písku.[11]
- Proti kapli svatého Václava se přes ulici u zahrádky domu nachází zdobný kříž na kamenném podstavci.
- Na cestě k hradu Zvíkov se nachází zděná boží muka.

## Galerie

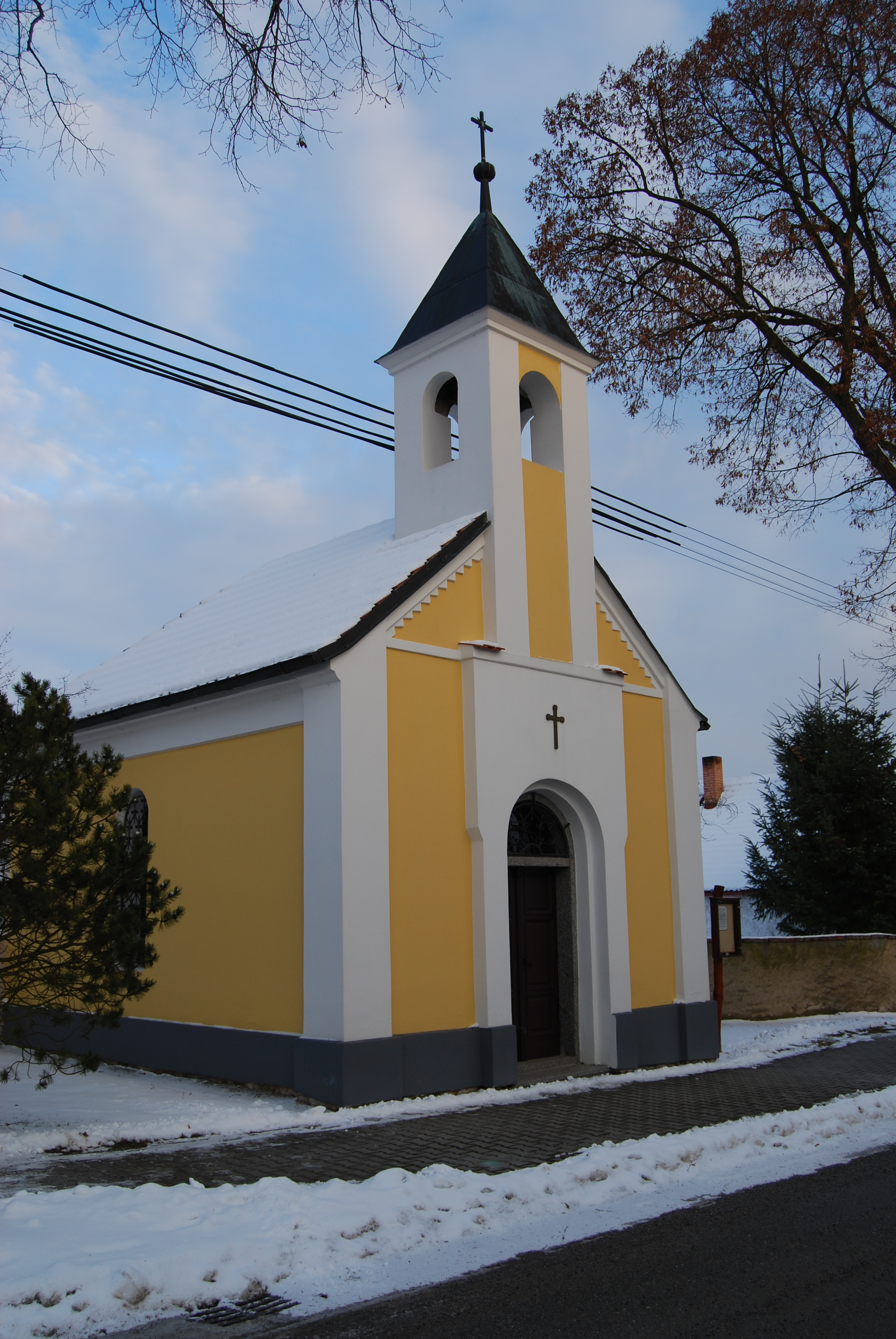
Návesní kaple
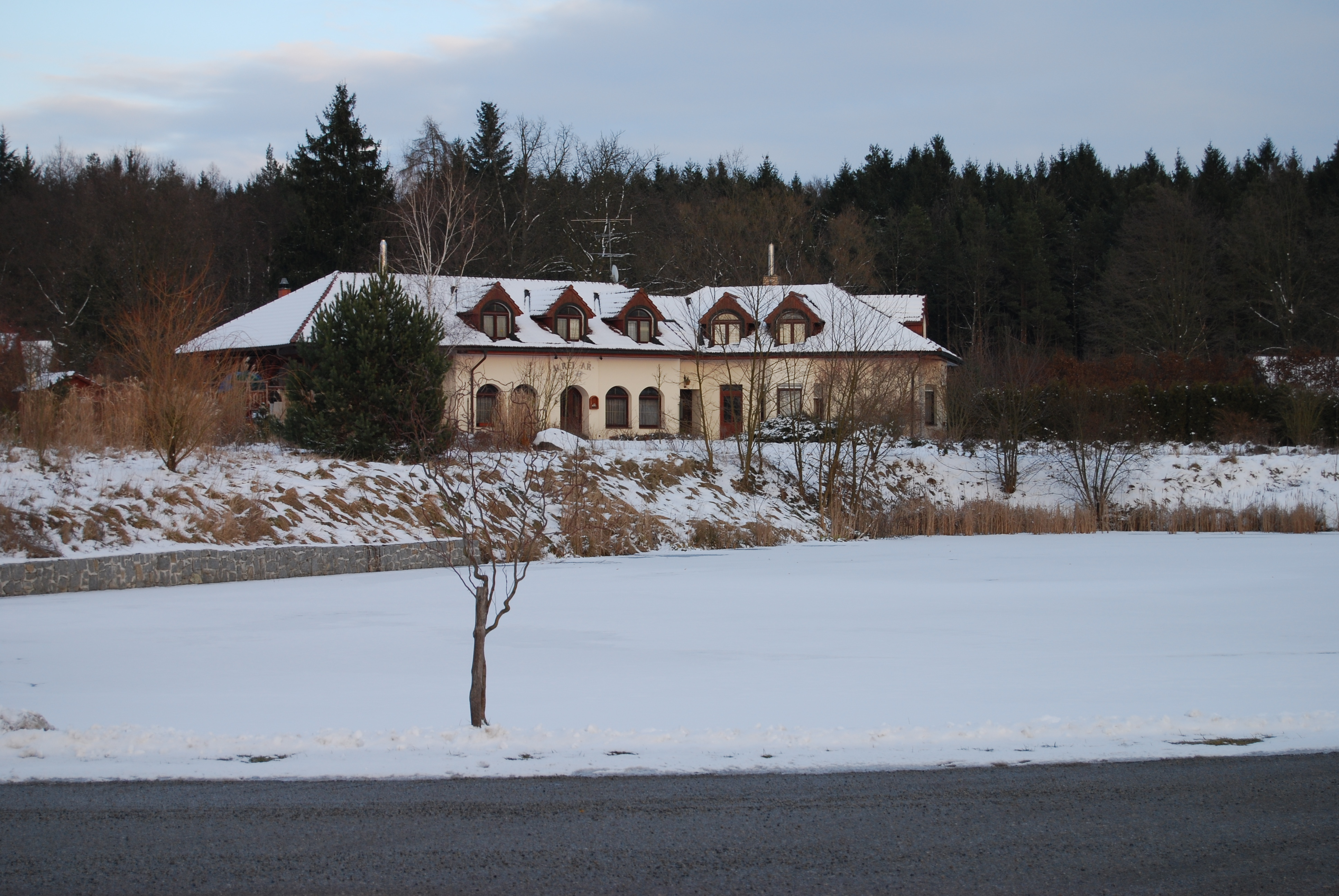
Část obce
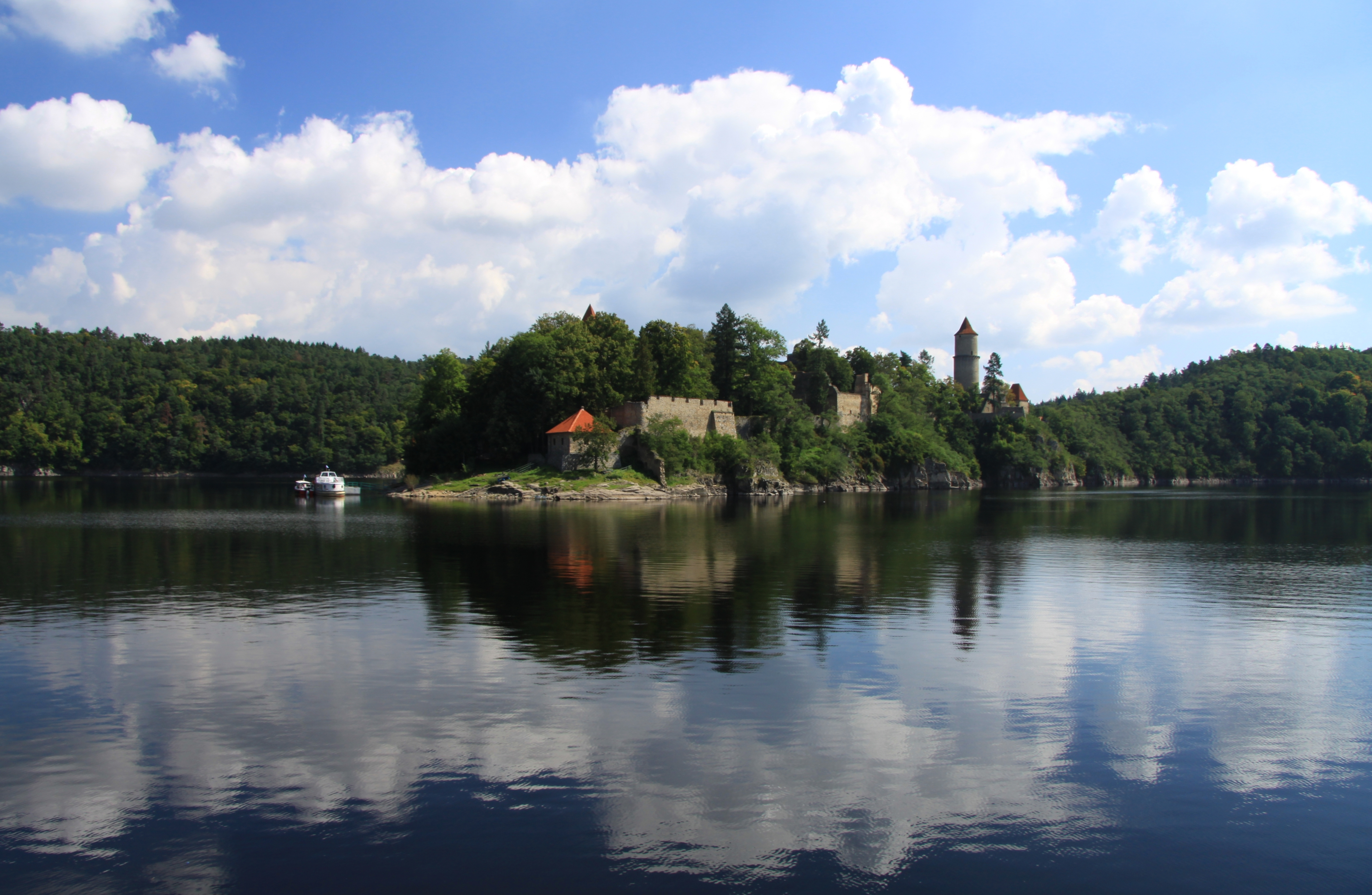
Blízký hrad Zvíkov
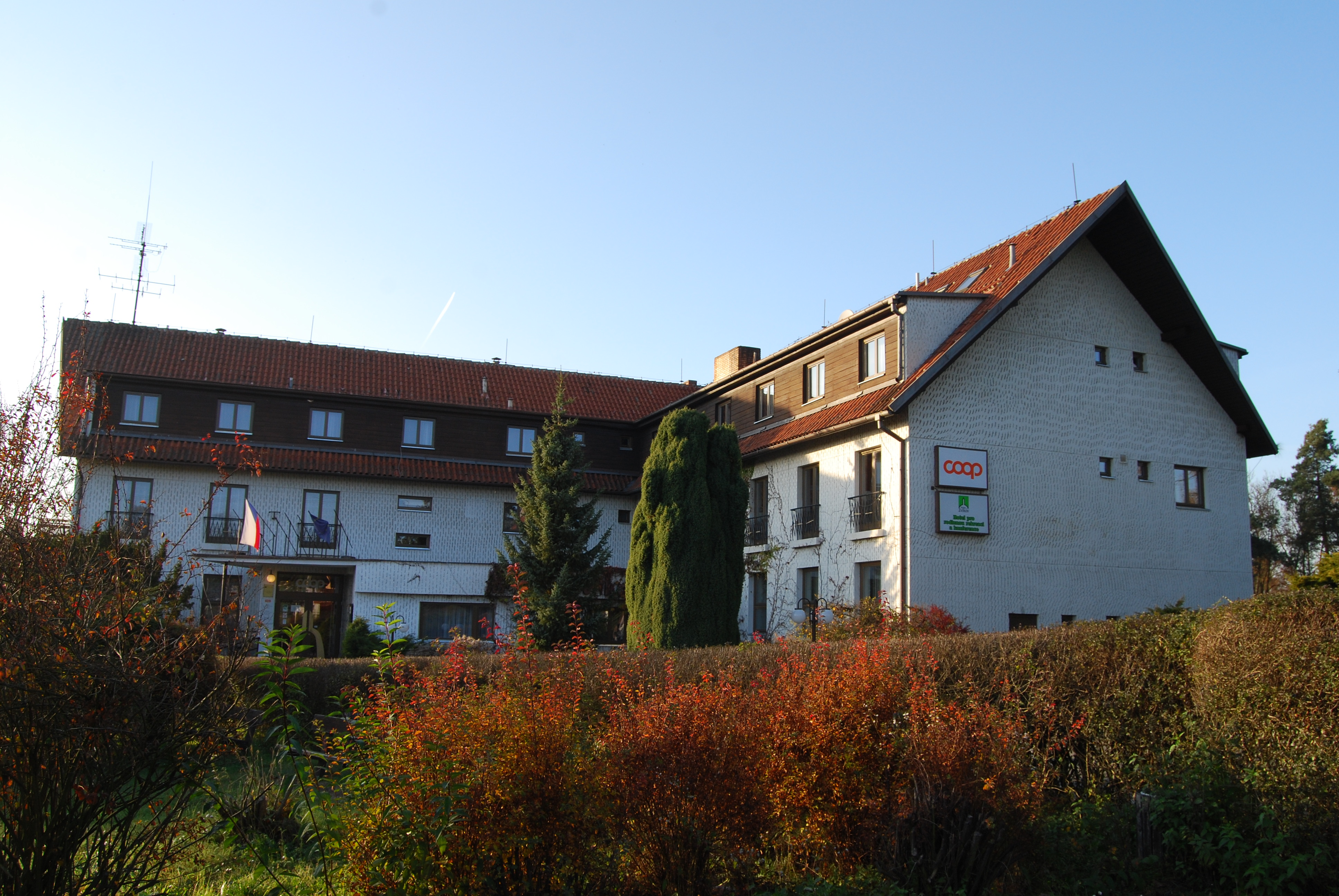
Hotel Zvíkovské Podhradí